# San Timoteo (título cardenalicio)
San Timoteo es un título cardenalicio de la Iglesia Católica. Fue instituido por el papa Francisco en 2015.

## Titulares
- Arlindo Gomes Furtado (14 de febrero de 2015)